# Filip Musiał
Filip Józef Musiał (ur. 1976) – polski historyk i politolog, doktor habilitowany nauk humanistycznych w zakresie historii, profesor nadzwyczajny i prorektor ds. studenckich Akademii Ignatianum w Krakowie. Dyrektor Oddziału Instytutu Pamięci Narodowej w Krakowie.

## Życiorys
Ukończył  VII Liceum Ogólnokształcące w Krakowie, absolwent politologii na Uniwersytecie Jagiellońskim i Podyplomowego Studium Dziennikarskiego Papieskiej Akademii Teologicznej w Krakowie. Uzyskał stopień doktora na Wydziale Studiów Międzynarodowych i Politycznych UJ za pracę pt. Polityczny charakter działalności Wojskowego Sądu Rejonowego w Krakowie (1946–1955), napisaną pod kierunkiem naukowym prof. Mariana Bębenka. Habilitację z historii uzyskał na Uniwersytecie Zielonogórskim.
Został członkiem Zarządu Ośrodka Myśli Politycznej, zastępcą redaktora naczelnego „Zeszytów Historycznych WiN-u”, członkiem redakcji „Horyzontów Polityki”, redaktorem popularnonaukowych serii „Z archiwów bezpieki – nieznane karty PRL” i "Z archiwów II wojny światowej" oraz naukowych serii wydawniczych „Niezłomni”, „Normatywy aparatu represji”, „Zagadnienia źródłoznawcze”. Był sekretarzem Komisji ds. Likwidacji Wojskowych Służb Informacyjnych. W 2015 został honorowym członkiem Stowarzyszenia Studenci dla Rzeczypospolitej.
Publikował m.in. w: „Aparacie Represji w Polsce Ludowej 1944–1989”, „Arcanach”, „Horyzontach Polityki”, „Horyzontach Wychowania”, „Krakowskim Roczniku Archiwalnym”, „Pamięci i Sprawiedliwości”, „Zeszytach Historycznych Stowarzyszenia Żołnierzy Armii Krajowej”, „Zeszytach Historycznych WiN-u”, a także w: „Azymucie", „Biuletynie Instytutu Pamięci Narodowej”, „Gazecie Polskiej”, „Gościu Niedzielnym”, „Naszym Dzienniku”, „Nowym Państwie”, "Pamięci.pl", „Pastores", „Rzeczpospolitej” i „Tygodniku Powszechnym”. Stale współpracuje z „Dziennikiem Polskim” i „Posłańcem Serca Jezusowego”.
W październiku 2015 został członkiem Narodowej Rady Rozwoju, powołanej przez prezydenta Andrzeja Dudę.
W dniu 24 sierpnia 2016 r. dr hab. Filip Musiał objął stanowisko dyrektora Oddziału Instytutu Pamięci Narodowej w Krakowie.
17 marca 2022 prezes Instytutu Pamięci Narodowej Karol Nawrocki powołał Filipa Musiała na stanowisko dyrektora Muzeum Żołnierzy Wyklętych i Więźniów Politycznych PRL. Obowiązki pełnił do 15 listopada 2023 roku.

## Publikacje
Książki autorskie:
- Polityka czy sprawiedliwość? Wojskowy Sąd Rejonowy w Krakowie (1946–1955) (Kraków 2005)
- Skazani na karę śmierci przez Wojskowy Sąd Rejonowy w Krakowie 1946–1955 (Kraków 2005)
- Podręcznik bezpieki. Teoria pracy operacyjnej Służby Bezpieczeństwa w świetle wydawnictw resortowych Ministerstwa Spraw Wewnętrznych PRL (1970–1989) (wyd. 1 – Kraków 2007, wyd. 2 – Kraków 2015)
- Raj grabarzy narodu. Studia i materiały do dziejów aparatu represji w Polsce "ludowej" 1945–1989 (red. nauk., Kraków 2010).

Współautorstwo książek:
- Kościół zraniony. Sprawa ks. Lelity i proces Kurii krakowskiej (Kraków 2003)
- Komunizm w Polsce (Kraków 2005)
- Twarze krakowskiej bezpieki. Obsada stanowisk kierowniczych Urzędu Bezpieczeństwa i Służby Bezpieczeństwa w Krakowie. Informator personalny (Kraków 2006)
- Po dwóch stronach barykady PRL (Kraków 2007)
- Ludzie bezpieki województwa krakowskiego. Obsada stanowisk kierowniczych Urzędu Bezpieczeństwa i Służby Bezpieczeństwa w województwie krakowskim. Informator personalny”(wyd. 1 – Kraków 2007, wyd. 2 – Kraków 2009)
- Kronika komunizmu w Polsce (Kraków 2009)
- Osądź mnie Boże… Ks. Władysław Gurgacz – kapelan Polski Podziemnej (Kraków 2009)
- Od niepodległości do niepodległości. Historia Polski 1918–1989 (wyd. 1 – Warszawa 2010, wyd. 2 Warszawa – 2012, wyd. 3 Warszawa – 2014)
- Władysław Gurgacz jezuita wyklęty (Kraków 2014)[1].

## Odznaczenia
W 2009 odznaczony przez prezydenta Lecha Kaczyńskiego Krzyżem Kawalerskim Orderu Odrodzenia Polski. W 2009 Urząd ds. Kombatantów i Osób Represjonowanych nadał mu Medal „Pro Memoria”. W 2021 otrzymał Krzyż Zrzeszenia WiN. W 2023 został uhonorowany „Medalem 40-lecia Grup Oporu Solidarni”.